# Kirsten Knudsen
Kirsten Knudsen (ur. 2 lipca 1953 w Kopenhadze) – duńska pływaczka, olimpijka z Monachium.
Na Letnich Igrzyskach Olimpijskich 1972 wystartowała na 400 i 800 metrów stylem dowolnym. Dwukrotnie jednak odpadała w eliminacjach.